# クラビーFC
クラビー・フットボールクラブ（タイ語: กระบี่ เอฟซี, 英語: Krabi Football Club）は、タイ王国のクラビー県をホームタウンとするサッカークラブ。2006年創設。クラブエンブレムには「クラビー」が意味する2本の「刀」と鷲がデザインされている。

## 歴史
2009年、プロヴィンシャル・リーグの廃止に伴い、リージョナルリーグ・ディヴィジョン2の南部地域リーグに移った。
2011年、南部地域リーグで優勝した。チャンピオンズリーグ・グループBの2位になり、タイ・ディヴィジョン1リーグ昇格を決めた。ディヴィジョン2リーグの3位決定戦ではグループAで2位のパッタルンFCに1-2で敗れた。

## タイトル
- リージョナルリーグ・ディヴィジョン2 南部地域 優勝 (1) : 2011

## 過去の成績
| シーズン | ディビジョン         | 順位 | FAカップ |
| -------- | -------------------- | ---- | -------- |
| 2006     | プロヴィンシャル 2部 | 4位  |          |
| 2007     | プロヴィンシャル     | 4位  |          |
| 2008     | プロヴィンシャル     | 3位  |          |
| 2009     | ディヴィジョン2 南部 | 5位  |          |
| 2010     | ディヴィジョン2 南部 | 6位  |          |
| 2011     | ディヴィジョン2 南部 | 1位  | 4回戦    |
| 2012     | ディヴィジョン1      | 6位  | 3回戦    |
| 2013     | ディヴィジョン1      | 9位  | 2回戦    |
| 2014     | ディヴィジョン1      | 10位 |          |
| 2015     | ディヴィジョン1      |      |          |

## 歴代所属選手
- Soukaphone Vongchiengkham 2012-2013
- ボヤン・マミッチ 2013
- バルチ・ジュニオール 2013
- パトリック・ダ・シウバ 2014
- 前田遼平 2014-
- カッシアティ・ジルダス・ラビー 2015
- リュドヴィク・タカム 2015